# Killingsanden
Killingsanden este o arie protejată (arie specială de conservare — SAC, sit de importanță comunitară — SCI) din Suedia întinsă pe o suprafață de 7,9 ha, integral pe uscat.

## Localizare
Centrul sitului Killingsanden este situat la coordonatele 64°10′39″N 21°02′15″E / 64.1775°N 21.0376°E.

## Înființare
Situl Killingsanden a fost declarat sit de importanță comunitară în iunie 2001 pentru a proteja un număr necunoscut de specii din flora spontană și fauna sălbatică aflate în arealul zonei. Situl a fost protejat și ca arie specială de conservare în martie 2011.

## Biodiversitate
Situată în ecoregiunile boreală și marină baltică, aria protejată conține 6 habitate naturale: Dune fixe decalcificate cu Empetrum nigrum, Dune mobile cu vegetație embrionară, Dune împădurite din regiunile atlantică, continentală și boreală, Dune mobile de-a lungul țărmului cu Ammophila arenaria („dune albe”), Dune de coastă fixe cu vegetație erbacee („dune gri”), Litoraluri nisipoase din Baltica boreală cu vegetație perenă.
La baza desemnării sitului se află un număr nedeclarat de specii protejate.